# Герб Берестинського району
Герб Красногра́дського райо́ну — герб територіальної громади Красноградського району Харківської області, затверджений рішенням Красноградської районної ради 26 жовтня 2007 року.
Автори — М. Муригін та К. Фролов.

## Опис
Гербовий щит має форму прямокутника з півколом в основі. Поле щита розділене на 5 різних частин зеленого, червоного та синього кольорів, у яких розташовані срібні зображення. В центрі щита розміщене золоте зображення Більовської фортеці в плані.
У першому зеленому полі зображено старовинну бойову зброю, в другому червоному — колоски пшениці, в третьому червоному полі розміщено зображення кобзи, в четвертому зеленому — розкритої книги, в п'ятому синьому полі розташована бурова вишка з лавровим гіллям.
Герб вписано у золотий декоративний картуш, що увінчаний золотою рослинною територіальною короною.

## Символіка
- Золота фортеця символізує історичну значимість міста.
- Зброя — символ волі та степового простору.
- Колоски пшениці вказують на сільськогосподарську направленість діяльності жителів регіону.
- Кобза позначає розвинену сучасну культуру та культурну спадщину району.
- Книга є уособленням освіченості мешканців регіону.
- Бурова вишка, що обрамлена лавровим листям є ознакою щедрості і багатства, вказує на значний розвиток газодобувної промисловості.